# Nejlikbasilika
Nejlikbasilika (Ocimum gratissimum) är en kransblommig växtart som beskrevs av Carl von Linné. Nejlikbasilika ingår i basilikasläktet som ingår i familjen kransblommiga växter. Inga underarter finns listade i Catalogue of Life.

## Bildgalleri

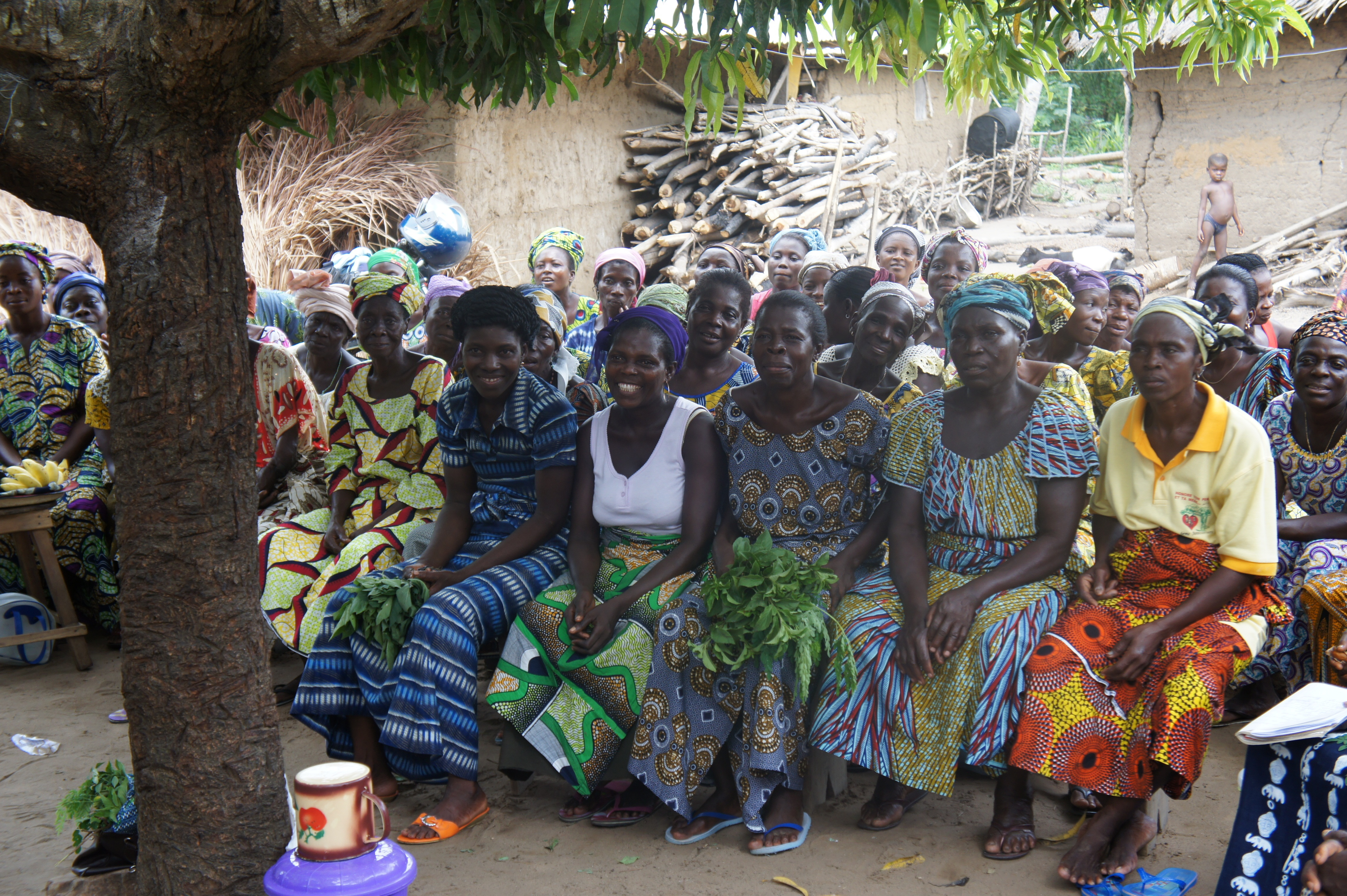
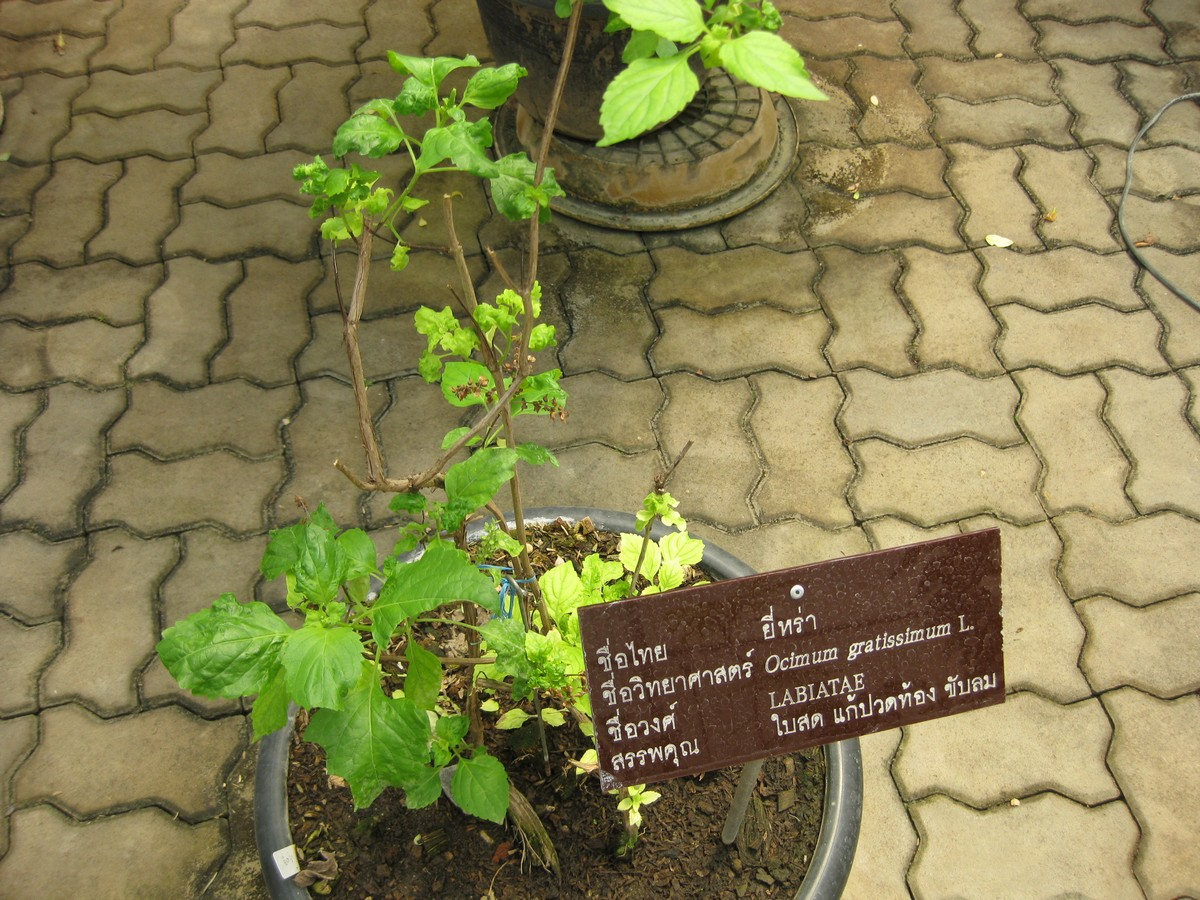
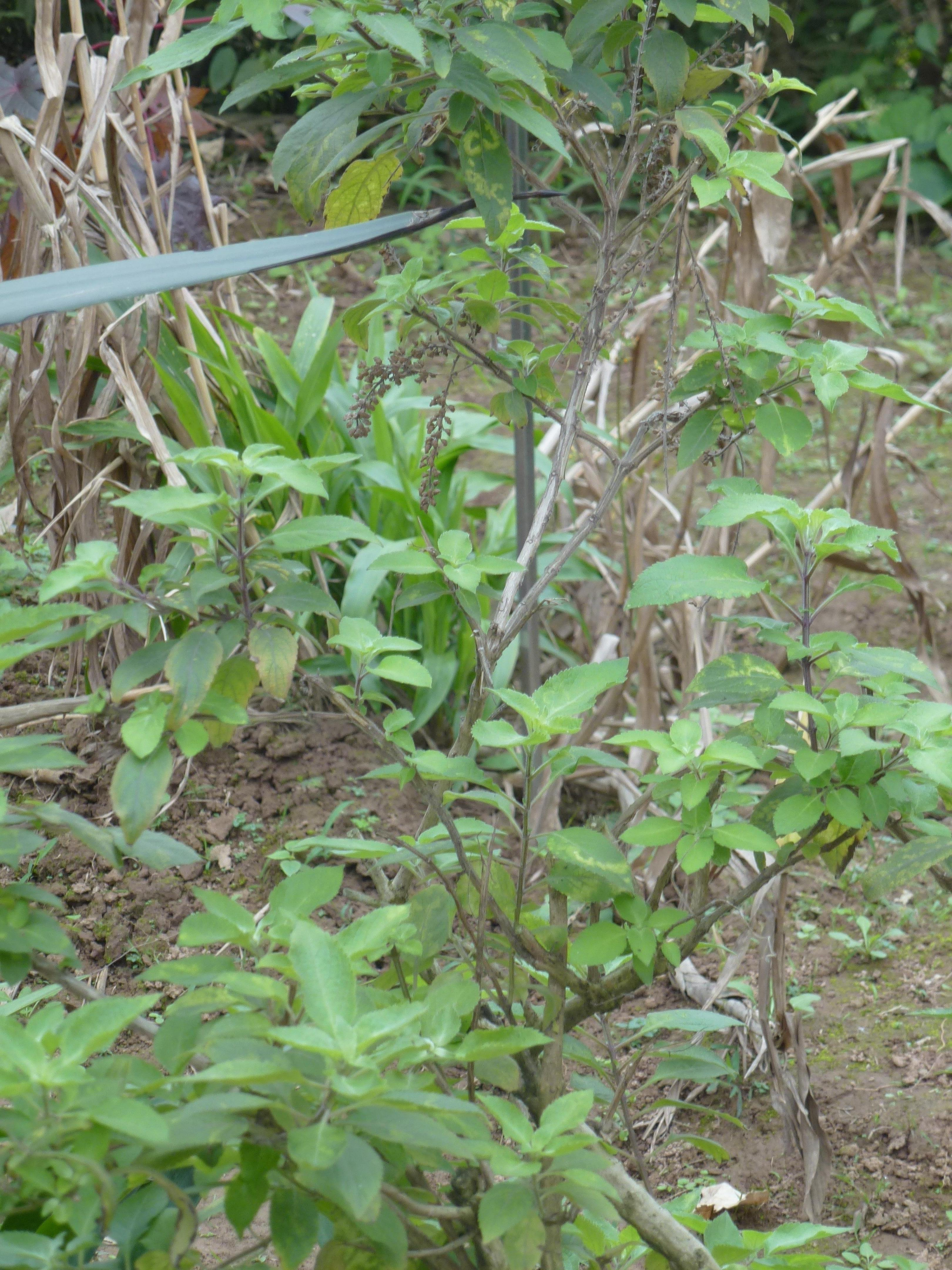
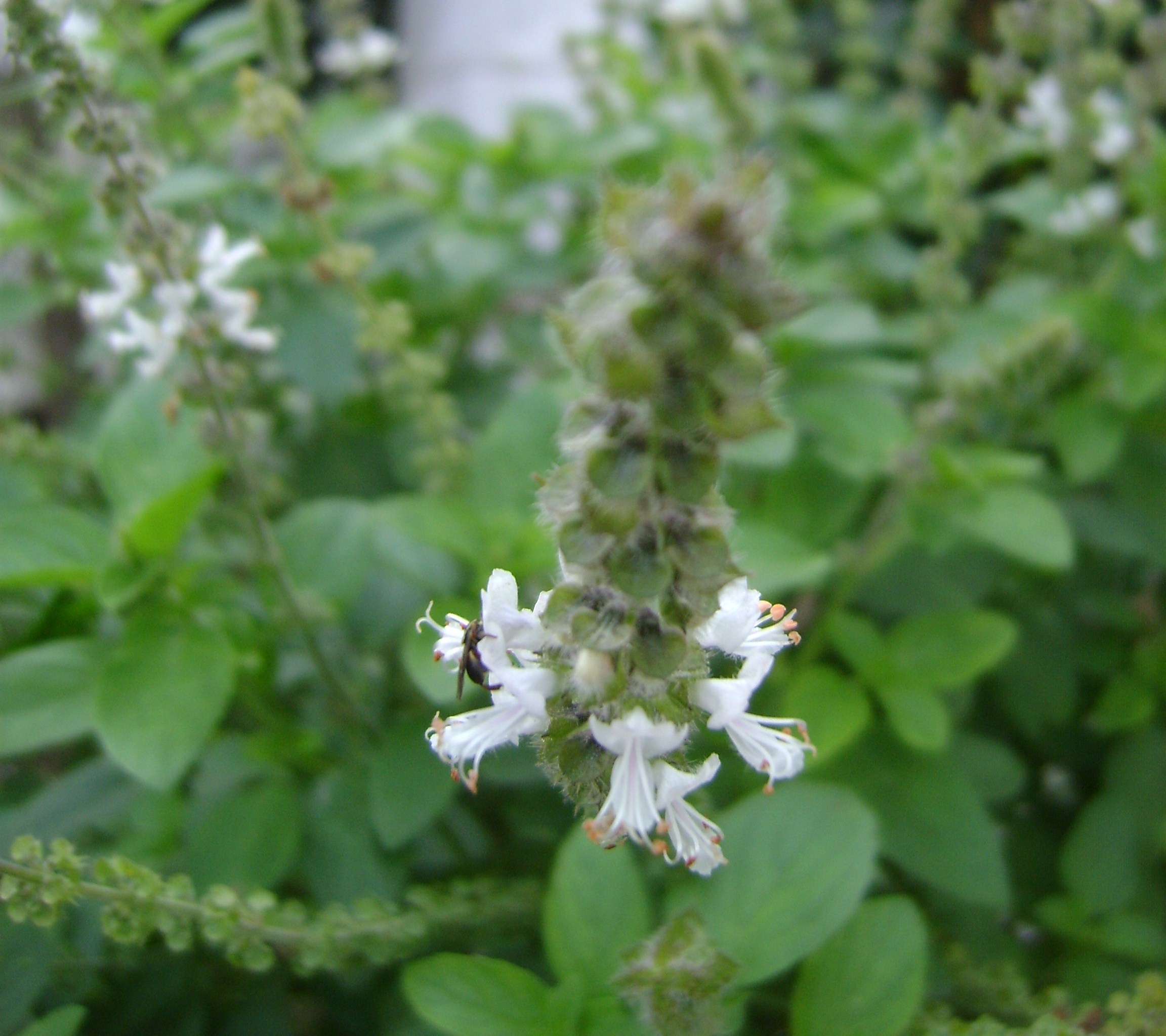
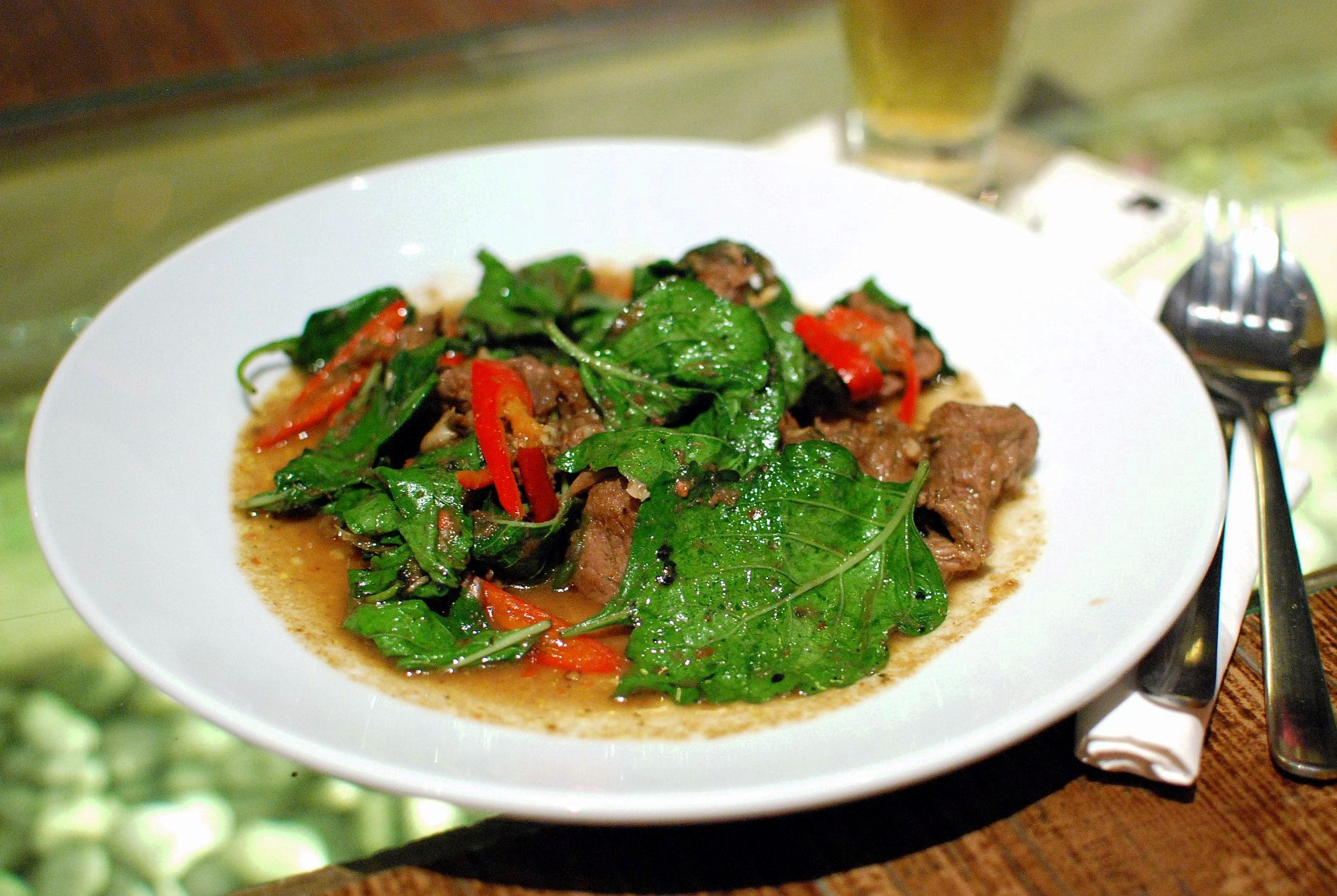
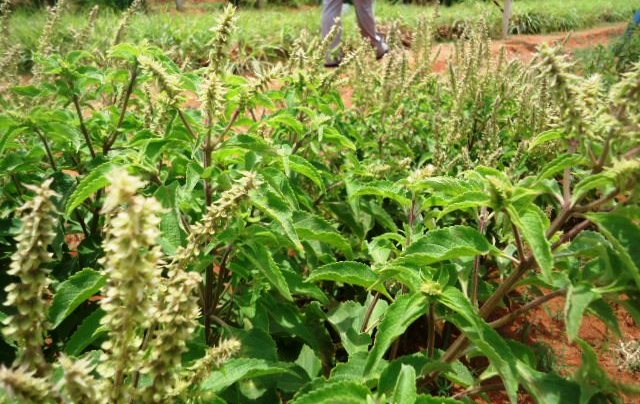